# 安来郵便局
安来郵便局（やすぎゆうびんきょく）は、島根県安来市にある郵便局。民営化前の分類では集配普通郵便局であった。

## 概要
住所：〒692-8799 島根県安来市安来町907-3

## 沿革
- 1872年8月4日（明治5年7月1日） - 安来郵便取扱所として開設[1]。
- 1875年（明治8年）1月1日 - 安来郵便局（五等）となる。
- 1876年（明治9年）5月 - 為替取扱を開始。
- 1879年（明治12年） - 貯金取扱を開始。
- 1891年（明治24年）3月16日 - 安来郵便電信局となる。
- 1903年（明治36年）4月1日 - 通信官署官制の施行に伴い安来郵便局となる。
- 1951年（昭和26年）4月1日 - 電気通信業務の取扱を、新設の安来電報電話局に移管[2]。
- 1956年（昭和31年）9月1日 - 電話通話および和文電報受付事務の取扱を開始[3]。
- 1966年（昭和41年）3月22日 - 安来市安来町から同市飯島町に移転するとともに、荒島郵便局から集配業務を移管、ならびに特定郵便局から普通郵便局に局種別改定。
- 1987年（昭和62年）8月24日 - 大塚郵便局から集配業務の一部[4]を移管。
- 1999年（平成11年） - 外国通貨の両替および旅行小切手の売買に関する業務取扱を開始。
- 2001年（平成13年）11月26日 - 安来市飯島町1233-3から同市安来町907-3に移転。
- 2006年（平成18年）10月16日 - 伯太郵便局（〒692-0299→〒692-0211）から集配業務を移管[5]。
- 2007年（平成19年）10月1日 - 民営化に伴い、併設された郵便事業安来支店に一部業務を移管。
- 2012年（平成24年）10月1日 - 日本郵便株式会社発足に伴い、郵便事業安来支店を安来郵便局に統合。

## 取扱内容
- 郵便、印紙、ゆうパック、内容証明
- 貯金、為替、振替、振込、国際送金、国債、投資信託
- 生命保険、バイク自賠責保険、自動車保険
- 地方公共団体事務（安来市バス回数券の販売）
- ゆうちょ銀行ATM
- 安来市内の一部地域（旧安来市、旧伯太町（赤屋地区を除く）：〒692-00xx、692-85xx、692-86xx、692-87xx、692-02xx）の集配業務
- ゆうゆう窓口

## 周辺
- 安来市役所
- 安来消防署
- 日立金属安来工場
- 和鋼博物館
- 国道9号

## アクセス
- JR山陰本線 安来駅から徒歩約16分
- 安来市広域生活バス 安来市役所前停留所下車
- 山陰自動車道（安来道路） 安来ICから北西へ約2.5km
- 駐車場あり：21台